# Sovughbulagh
Sovughbulagh är ett vattendrag i Armenien. Det ligger i den nordvästra delen av landet, 110 kilometer norr om huvudstaden Jerevan.
Trakten runt Sovughbulagh består i huvudsak av gräsmarker. Runt Sovughbulagh är det ganska tätbefolkat, med 96 invånare per kvadratkilometer.